# Ranko Munitić
Ranko Munitić, né à Zagreb le 3 avril 1943, mort à Belgrade le 28 mars 2009 , est un théoricien, critique, journaliste et historien de l'art, un des plus éminents experts de la culture populaire et des médias de l'ex-Yougoslavie.

## Biographie
Ranko Munitić nait pendant la Seconde Guerre mondiale à Zagreb, rattachée à cette époque à l'État indépendant de Croatie. Il passe son enfance à Trogir. Il étudie l'histoire de l'art à la Faculté de Philosophie de Zagreb. Il quitte finalement Zagreb pour Belgrade en 1972, où il vit jusqu'à sa mort. Il se marie avec Zorica Jevremović Munitić (en), metteuse en scène, dramaturge, théoricienne des médias et de la culture.
Son premier article est publié dans le Journal du lycée Polet, en mai 1961. Son premier article professionnel est publié dans le Journal des arts et de la culture Télégramme, en novembre 1962. Il publie ensuite des critiques, des essais et plus de 70 monographies d'auteurs.
Ses centres d’intérêts sont : le film yougoslave, l’animation cinématographique, la bande dessinée, le documentaire, la fantastique, la télévision, le théâtre et les acteurs.
Il débute comme scénariste avec le film Cinéma Ambulant en 1964. Il écrit des scénarios pour des dessins animés, des documentaires, des émissions de télévision, et il collabore à plusieurs scénarios pour des longs métrages. On lui doit le scénario de L'officier avec une rose (1987).
En tant que membre du conseil d'administration de l'Asifa (Association Internationale du Film d’Animation) durant les années 1970 et 1980, il participe à la popularisation et à la promotion globale de l'animation cinématographique. Il est membre du jury et de la commission pour les vingt festivals du film de court métrage et d'animation dans le monde entier.
Il révèle à l'international des centaines de rétrospectives du cinéma yougoslave, en particulier L'école d'animation de Zagreb et L'école du documentaire de Belgrade.
À partir des années 1960, il participe aux émissions principales sur le film de Zagreb et Belgrade, et depuis 1980, pour la télévision de Novi Sad, il réalise quatre-vingt portraits d'une heure sur les principaux acteurs dans sa propre émission Soirée avec les stars (Veče sa zvezdama).
Il se déclare souvent comme « Cerbe » (« c » de croate et « erbe » de serbe, orig. Hrbin, Hrvat + Srbin). À propos de son identité personnelle il dit :

« Mon père est de Trogir et ma mère de Zagreb. Mon grand-père paternel est aussi de Trogir, alors que ma grand-mère est d'origine italienne. Le père de ma mère est slovène et sa mère viennoise et comtesse. Voilà pourquoi il m’a toujours été difficile d'opter pour une nationalité, parce que je suis un peu de tout ça. Je n'ai jamais eu le sens de cette division dans la nation, la religion, la race... »

— Ranko Munitić
Il détermine sa vie comme suit :

« Origine ethnique – homme de mer ; appartenance à un parti – filmophile ; occupation – criticus vulgarus ; conviction – alternative ; statut – indépendant ou bien marginal... Je crois dans le droit du choix, dans la vie et dans la mort. »

— Ranko Munitić
Depuis décembre 2011 existe à Belgrade le Centre pour les médias Ranko Munitić, fondé par Zorica Jevremović. Depuis avril 2012, ce centre donne le prix Tremblement de Trogir - Le Prix régional pour les médias Ranko Munitić. Jusqu'à présent Nedeljko Dragić (en), Puriša Đorđević, Dušan Makavejev, Lordan Zafranović et Karpo Aćimović Godina (en) ont obtenu ce prix. Depuis décembre 2012, le centre publie le magazine trimestriel régional et multi-langue pour les médias et la culture Mediantrop, centré sur l'Europe du Sud-Est.

## Ouvrages
- Prométhée de l'île Viševica (Prometej s otoka Viševice), Zagreb, 1965.
- La Bataille de la Neretva (Bitka na Neretvi), Zagreb, 1969.
- Ce peuple vivra toujours (Živjet će večno ovaj narod), Zagreb, 1974.
- Ces doux mensonges cinématographiques (Te slatke filmske laže), Belgrade, 1977.
- 207 jours du Festival de Pula (207 festivalskih dana u Puli), Pula, 1978.
- Périodes de films yougoslaves (Obdobja jugoslavenskoga filma), Ljubljana, 1978
- Le cas du film yougoslave (Jugoslavenski filmski slučaj), Split, en 1980.
- Le siècle du film serbe (Srpski vek filma), Belgrade, 1999.
- Cercle critique belgradois de cinéma I (Beogradski filmski kritičarski krug I), Niš, 2002
- Cinéma Club Belgrade ou Cheval de Troie du cinéma moderne yougoslave (Kino klub Beograd ili Trojanski konj jugoslovenskog modernog filma), Belgrade, 2003
- Cercle critique belgradois de cinéma II (Beogradski filmski kritičarski krug II), Niš, 2005
- Adieu, Yugo-film (Adio, Jugo-film), Belgrade, 2005
- Cercle critique belgradois de film III (Beogradski filmski kritičarski krug III), Niš, 2007.
- Images de film et réalité (Filmska slika i stvarnost), Belgrade, 2009.
- La question de la critique de cinéma (Pitanje filmske kritike), Belgrade, 2012.

Biographie
- Jean Vigo, Ljubljana, 1970.
- Živojin Pavlović, Belgrade, 1997.
- Srđan Karanović, Belgrade, 2000.
- Goran Marković, Belgrade, 2001.
- Emir Kusturica, Belgrade, 2001.
- Martinac, Zagreb, 2011.

Documentaires
- École de Film documentaire de Belgrade (Beogradska škola dokumentarnog filma), Belgrade, 1967.
- À propos du film documentaire (O dokumentarnom filmu), Belgrade, 1975.
- Genres de films (Filmske zvrsti in žanri), Ljubljana, 1977.
- Film documentaire - oui ou non? (Dokumentarni film — da ili ne?), Belgrade, 1982

Théorie du film d'animation
- À propos de l'animation (O animaciji), Belgrade, 1973.
- Pays des merveilles animées (Dežela animiranih čudes), Ljubljana, 1976.
- Théorie de l'animation (Teorija animacije), Belgrade, 1981.
- Introduction à l'esthétique de l'animation cinématographique (Uvod u estetiku kinematografske animacije), Zagreb - Belgrade, 1982.
- École critique rétrospective de Zagreb (Kritička retrospektiva zagrebačke škole), Zagreb, 1982.
- Esthétique de l'animation (Estetika animacije), Belgrade, 2007.
- Compte rendu de l'animation (Zbornik o animaciji), Belgrade, 2009
- Esthétique de l'animation (Estetika animacije), Zagreb, 2012.

Histoire du film d'animation
- Cercle de dessins animés de Zagreb I (Zagrebački krug crtanog filma I), Zagreb, 1978.
- Cercle de dessins animés de Zagreb II (Zagrebački krug crtanog filma II), Zagreb, 1978.
- Cercle de dessins animés de Zagreb III (Zagrebački krug crtanog filma III), Zagreb, 1978.
- Animation cinématographique en Yougoslavie (Kinematografska animacija u Jugoslaviji), Belgrade, 1979.
- Cinq festivals mondiaux à Zagreb (Pet svjetskih festivala u Zagrebu), 1984.
- 80 films de l'école de Zagreb (80 filmova Zagrebačke škole), Novi Sad, 1984.
- Cercle de dessins animés de Zagreb IV (Zagrebački krug crtanog filma IV), Zagreb, 1986
- Un demi-siècle du film d'animation en Serbie (Pola veka animiranog filma u Srbiji), Belgrade, 1999.

Fantastique
- Fantastique sur écran I (Fantastika na ekranu I), Belgrade, 1971.
- Fantastique sur écran II (Fantastika na ekranu II), Belgrade, 1973.
- Alice sur le chemin à travers le monde souterrain et à travers l'espace (Alisa na putu kroz podzemlje i kroz svemir), Belgrade, 1986.
- Les monstres que nous aimions I (Čudovišta koja smo voleli I), Belgrade 1990.
- Les monstres que nous aimions II (Čudovišta koja smo voleli II), Belgrade, 1997.
- Les monstres que nous aimions 1 (Čudovišta koja smo voleli 1), Belgrade, 2007.
- Les monstres que nous aimions 2 (Čudovišta koja smo voleli 2), Belgrade, 2008.
- Les monstres que nous aimions 3 (Čudovišta koja smo voleli 3), Belgrade, 2008.
- Les monstres que nous aimions 4 (Čudovišta koja smo voleli 4), Belgrade, 2009.
- Les monstres que nous aimions 5 (Čudovišta koja smo voleli 5), Belgrade, 2011.

Bande dessinée
- Bande dessinée - Neuvième Art (Strip — deveta umetnost), Belgrade, 1975.
- Sexarion Superstrip, Belgrade, 1988.
- Fucking comics, Belgrade, 2006.
- Neuvième Art, bande dessinée (Deveta umetnost, strip), Belgrade, 2006.
- Neuvième Art, bande dessinée - deuxième édition (Deveta umetnost, strip – drugo izdanje), Belgrade, 2006.
- Neuvième Art, bande dessinée (Strip, deveta umjetnost), Zagreb, 2010.

Acteurs – monographies
- Pavle Vuisić, Niš, 1985.
- Olivera Marković, Niš, 1988.
- Janez Vrhovec, Niš, 1989.
- Rade Marković, Niš, 1990.
- Dušan Janjićijević, Niš, 1993.
- Milena Dravić, Niš, 1995.
- Ljuba Tadić, Niš, 1997.
- Mića Tomić, Niš, 1998.
- Bata Stojković, Belgrade-Niš, 1999.
- Dušica Žegarac, Niš, 2000.
- Aleksandar Berček, Niš, 2002.
- Bora Todorović, Niš, 2003.
- Čkalja, Belgrade, 2005.
- Miki Manojlović, Niš, 2006.
- Mira Stupica, Niš, 2009.

Textes réunis
- La baise de dinosaures (Tucanje dinosaura), Split, 1984.
- Miroir de papier (Ogledalo od hartije), Belgrade, 1998.
- 14 444 jours de critique (14.444 kritičarska dana), Belgrade, 2001, Niš

Télévision
- Double passe (Dupli pas), Belgrade, 2012 - co-auteur Zorica Jevremović

Souvenirs
- Amis du Film (Filmski prijatelji), Novi Sad, 1997
- Ennemis du Film (Filmski neprijatelji), Novi Sad, 1999.

## Filmographie
Directeur
- Cinéma Ambulant (Putujući kino), 1964

Scénariste
- Cinéma Ambulant (Putujući kino), 1964
- Temps des vampires (Vrijeme vampira), 1971
- L’officier avec une rose (Vrijeme vampira), 1987
- Pavle Vuisić 1926-1988 (1997)
- Danilo Bata Stojković - réalisations cinématographiques (Danilo Bata Stojković - filmska ostvarenja), 1999
- Dušica Žegarac - réalisations cinématographiques (Dušica Žegarac - filmska ostvarenja), 2000
- Aleksandar Berček - réalisations cinématographiques (Aleksandar Berček - filmska ostvarenja), 2002
- Bora Todorović - réalisations cinématographiques (Bora Todorović - filmska ostvarenja), 2003

Soirée avec les stars (Veče sa zvezdama)
Il réalise et produit pour la télévision de Novi Sad entre 1990 et 1997 une série documentaire télévisée de quatre-vingt épisodes d'une heure consacrée aux acteurs et actrices serbes, une sorte de Panthéon critique.
- Velimir Bata Živojinović, enregistré le 12 avril 1988, diffusé en 1990.
- Dragomir Felba, le 8 février 1990.
- Dragan Nikolić, le 21 janvier 1991.
- Rahela Ferari, le 23 janvier 1991.
- Vladica Milosavljević, le 12 février 1991.
- Rade Marković le 23 septembre 1991.
- Olivera Marković, le 24 septembre 1991.
- Bata Stojković, le 22 janvier 1992.
- Dragoljub Gula Milosavljević, le 21 juin 1992.
- Mija Aleksić, le 22 juin 1992.
- Mira Banjac, le 23 juin 1992.
- Svetlana Bojković, le 24 juin 1992.
- Slavko Štimac, le 24 juin 1992.
- Ljuba Tadić, le 25 juin 1992.
- Radmila Savićević, le 25 juin 1992.
- Mića Tomić, le 12 juillet 1992.
- Olga Spiridonović, le 22 juillet 1992.
- Mira Stupica, le 24 septembre 1992.
- Bata Paskaljević, le 7 septembre 1992.
- Ružica Sokić, le 5 octobre 1992.
- Žiža Stojanović, le 6 octobre 1992.
- Branka Veselinović, le 6. octobre 1992.
- Milena Dravić, le 7 octobre 1992.
- Mirjana Karanović, le 12 octobre 1992.
- Petar Kralj, le 13 octobre 1992.
- Žika Milenković, le 13 octobre 1992.
- Miodrag Krivokapić, le 13 octobre 1992.
- Dušan Janićijević, le 20 novembre 1992.
- Branko Pleša, le 4 avril 1993.
- Jelisaveta Seka Sablić, le 7 avril 1993.
- Predrag Pepi Laković, le 8 avril 1993.
- Radmila Živković, le 9 avril 1993.
- Marija Crnobori, le 5 juillet 1993.
- Stevan Šalajić, le 15 septembre 1993.
- Velimir Bata Životić, le 15 septembre 1993.
- Zorica Jovanović, le 19 octobre 1993.
- Tatjana Beljakova, le 20 octobre 1993.
- Stevo Žigon, le 20 octobre 1993.
- Janez Vrhovec, le 21 octobre 1993.
- Ksenija Jovanović, le 4 novembre 1993.
- Bogdan Diklić, le 5 novembre 1993.
- Miodrag Petrović Čkalja le 5 novembre 1993.
- Eva Ras, le 6 novembre 1993.
- Ivan Hajtl, le 1 mars 1994.
- Olga Ivanović, le 8 mars 1994.
- Mira Nikolić, le 8 mars 1994.
- Miodrag Mrgud Radovanović, le 9 mars 1994.
- Radmila Andrić, le 9 mars 1994.
- Dragan Maksimović, le 10 mars 1994.
- Ibi Romhanji, le 24 mai 1994.
- Milica Radaković, le 24. mai 1994.
- Gorica Popović, le 31 mai 1994.
- Bora Todorović, le 1 juin 1994.
- Aleksandar Berček, le 30 juin 1994.
- Petar Slovenski, le 25 octobre 1994.
- Duško Bulajić, le 26. octobre 1994.
- Gizela Vuković, le 26 octobre 1994.
- Merima Isaković, le 27 octobre 1994.
- Dara Čalenić, le 17 octobre 1995.
- Boro Stjepanović, le 2 novembre 1995.
- Stanislava Pešić, le 5 janvier 1996.
- Tamara Miletić, le 6 janvier 1996.
- Vasa Pantelić, le 7 janvier 1996.
- Sonja Savić, le 6 mars 1996.
- Predrag Ejdus, le 6 mars 1996.
- Bosiljka Boci, le 7 mars 1996.
- Slavka i Branislav Jerinić, le 7 mars 1996.
- Aljoša Vučković, le 29 avril 1996.
- Ljubiša Bačić et Milutin Butković, le 29 avril 1996.
- Tatjana Lukjanova, le 17 mai 1996.
- Dara Džokić, le 21 mai 1996.
- Pavle Minčić, le 21 mai 1996.
- Mihajlo Miša Janketić, le 21 mai 1996.
- Radmila Rada Đuričin, le 12 juin 1996.
- Petar Banićević, le 12 juin 1996.
- Branislav Lečić, le 13. juin 1996.
- Branka Petrić, le 21 juin 1996.
- Slavko Simić, le 9 juillet 1996.
- Mirjana Joković, le 4 octobre 1996.
- Lidija Stevanović, le 24 mars 1997.